# الیزابت شوویگارد شلمر
الیزابت شوویگارد شلمر (انگلیسی: Elisabeth Schweigaard Selmer; ۱۸ اکتبر ۱۹۲۳ – ۱۸ ژوئن ۲۰۰۹) نظریه‌پرداز حقوق، سیاستمدار اهل نروژ بود.